# Безина, Горан
Го́ран Безина (англ. Goran Bezina, хорв. Goran Bezina; 21 марта 1980, Сплит, Социалистическая Республика Хорватия, Югославия) — швейцарский и хорватский хоккеист, защитник. В настоящее время является игроком клуба «Сьер», выступающего в Швейцарской национальной лиге.

## Статистика
| Легенда | Легенда                    | Легенда | Легенда                   | Легенда | Легенда    |
| ------- | -------------------------- | ------- | ------------------------- | ------- | ---------- |
| И       | Количество проведённых игр | Штр     | Штрафное время            | +/−     | Плюс-минус |
| Г       | Голы                       | П       | Голевые передачи          | О       | Очки       |
| -       | Статистика неизвестна      | —       | Статистика не учитывалась |         |            |